# اچ‌دی‌ام‌اس فلای‌وفیسکن (پی۵۵۰)
اچ‌دی‌ام‌اس فلای‌وفیسکن (پی۵۵۰) (به انگلیسی: HDMS Flyvefisken (P550)) یک کشتی است که طول آن ۵۴ متر (۱۷۷ فوت ۲ اینچ) می‌باشد. این کشتی در سال ۱۹۸۶ ساخته شد.